# Lona Kiều Loan
Nguyễn Hà Kiều Loan (sinh ngày 23 tháng 2 năm 2000), thường được biết đến với nghệ danh Lona Kiều Loan hay Lona, là một nữ rapper, ca sĩ kiêm người mẫu người Việt Nam.
Cô là Á hậu 1 Hoa hậu Thế giới Việt Nam 2019, đại diện Việt Nam tại Hoa hậu Hòa bình Quốc tế 2019 và được khán giả bình chọn vào Top 10 chung cuộc. Đồng thời cô còn đạt được giải ba chương trình Trời sinh một cặp mùa 4 và lọt vào Top 10 cuộc thi King of Rap (Mùa 1). Ngoài ra, cô còn là một trong ba huấn luyện viên của một chương trình truyền hình thực tế cho người chuyển giới - Đại Sứ Hoàn Mỹ 2020. Cô đã phẫu thuật thẩm mỹ để có được nhan sắc như hiện tại sau cuộc thi.

## Tiểu sử
Kiều Loan sinh ra và lớn lên ở Quảng Nam. Cô từng học tại Trường Đại học Kinh tế, Đại học Đà Nẵng và được kết nạp Đảng viên Đảng Cộng sản Việt Nam.

## Sự nghiệp

### 2019: Á hậu Thế giới Việt Nam và Top 10 Hoa hậu Hòa bình Quốc tế 2019
Ngày 3 tháng 8, 2019, Kiều Loan đạt danh hiệu Á hậu 1 Hoa hậu Thế giới Việt Nam cùng với Á hậu 2 Nguyễn Tường San, Hoa hậu là Lương Thùy Linh đến từ Cao Bằng. Trước đó, Kiều Loan đã từng đăng quang cuộc thi Sinh viên Tài năng Thanh lịch Đại học Đà Nẵng 2019.
Ngày 6 tháng 10, 2019, Kiều Loan đại diện Việt Nam tại cuộc thi Hoa hậu Hòa bình Quốc tế. Trong đêm chung kết, cô không được gọi tên trong Top 20 nhưng cô đã được đặc cách vào Top 10 chung cuộc vì nhờ khán giả bình chọn.

### 2020: King of Rap và Đại sứ Hoàn Mỹ 2020
Ngày 1 tháng 8, 2020, Kiều Loan gây bất ngờ khi tham gia chương trình King of Rap Mùa 1 với nghệ danh mới, Lona, và dừng lại ở vị trí Top 10.
Ngày 11 tháng 12, 2020, Kiều Loan cùng Hoàng Thùy và Minh Tú đến với Hoa hậu Chuyển giới Việt Nam 2020 với tư cách là Mentor (Huấn luyện viên), học trò của cô là Nguyễn Khánh An xuất sắc lọt Top 6 chung cuộc. Chiến thắng thuộc về thí sinh Phùng Trương Trân Đài học trò của Minh Tú, Á hậu 1 và Á hậu 2 lần lượt thuộc về thí sinh Lương Mỹ Kỳ và Nguyễn Phạm Tường Vi học trò của Hoàng Thùy.

## Danh sách chương trình truyền hình
| Năm  | Chương trình hoặc Cuộc thi                               | Vai trò          | Phát sóng trên   |
| ---- | -------------------------------------------------------- | ---------------- | ---------------- |
| 2019 | Hoa hậu Thế giới Việt Nam                                | Thí sinh         | VTV1             |
| 2019 | Hoa hậu Hòa bình Quốc tế                                 | Thí sinh         | Televen, YouTube |
| 2020 | Trời sinh một cặp (mùa 4)                                | Thí sinh         | VTV3             |
| 2020 | Thế giới Rap - King of Rap (mùa 1)                       | Thí sinh         | VTV3             |
| 2020 | Tường lửa                                                | Thí sinh         | VTV3             |
| 2020 | Đại sứ hoàn mỹ                                           | Cố vấn           | YouTube          |
| 2021 | Lời tự sự                                                | Cố vấn           | YouTube          |
| 2021 | Lời tự sự                                                | Khách mời        | VTV3             |
| 2021 | Gala Nhạc Việt                                           | Ca sĩ            | HTV9             |
| 2021 | The Heroes – Thần tượng đối thần tượng                   | Thí sinh         | VTV3             |
| 2021 | Chân ái                                                  | Khánh mời        | VIVA Network     |
| 2022 | Hoa hậu Thế giới Việt Nam - Đêm thi Người đẹp Thời trang | Dẫn chương trình | VTV6             |
| 2022 | Người ấy là ai (mùa 4)                                   | Khánh mời        | HTV              |
| 2022 | Cuộc chiến ẩm thực                                       | Người chơi       | HTV              |
| 2022 | Hoa hậu Thế giới Việt Nam - Đêm chung kết                | Ca sĩ khách mời  | VTV3             |
| 2022 | Hoa hậu Hòa bình Việt Nam                                | Giám khảo        | YouTube          |
| 2022 | Hoa hậu Việt Nam                                         | Ca sĩ khách mời  | VTV2             |
| 2023 | Hoa hậu Thế giới Việt Nam                                | Ca sĩ khách mời  | VTV2             |
| 2023 | Hoa hậu Hòa bình Việt Nam                                | Ca sĩ khách mời  |                  |